# Javier Los Arcos Miranda
Javier María Los Arcos y Miranda (Sangüesa, 17 de noviembre de 1847-Madrid, 27 de marzo de 1905) fue un ingeniero militar y político navarro, académico de la Real Academia de Ciencias Exactas, Físicas y Naturales.

## Biografía
Su nombre completo era Francisco Javier María Acisclo. Su padre, Javier Los Arcos Pérez, había ocupado la alcaldía de Sangüesa en varias ocasiones y fue candidato a diputado provincial. Su madre se llamaba Teresa Miranda Zabalgaray. Tuvo dos hermanos, Romualdo y Emiliano.
En 1866 ingresó en la Academia de Ingenieros de Guadalajara, de donde se graduó como teniente en 1871. Luchó en la Campaña del Norte de la tercera guerra carlista adaptando las fortificaciones de Pamplona y de algunos fuertes de Bilbao para defenderla mejor de la artillería. Al terminar la guerra fue ascendido a capitán y fue secretario de la Comandancia general de Ingenieros de Pamplona.
Después trabajaría como profesor de arquitectura militar en la Academia de Ingenieros de Guadalajara, y catedrático en la Escuela de Ingenieros de Madrid. 
Fue elegido diputado por el distrito de Aoiz en las elecciones generales españolas de 1876, 1879, 1884, 1886, 1891 y 1893. Fue uno de los principales defensores de la causa de Navarra durante la Gamazada hasta el punto de que algunos de sus discursos fueron publicados.
También fue director general de Correos, de Establecimientos Penales y vocal de la Junta de Aranceles.
En 1890 fue elegido académico de la Real Academia de Ciencias Exactas, Físicas y Naturales, y tomó posesión en 1891 con el discurso Aplicaciones de las Ciencias Exactas, Físicas y Naturales, al arte de las guerras.
De su matrimonio, con bastante probabilidad en segundas nupcias, con Brígida Blanco Barbería, natural de Irurozqui, tuvieron cinco hijos: Javier, Manuel, Tomás, Emiliano y José María.

## Obras
- Organización militar y sistema permanente defensivo de España e islas adyacentes. (1875)
- Intervención del Excmo. Sr. D. Javier Los Arcos en la discusión del Proyecto de Ley de Presupuestos para el año económico de 1893 a 1894 en los puntos referentes a la provincia de Navarra, Madrid, Imprenta de los Huérfanos, 1893
- Legislatura de 1893. Discursos, Madrid, 1893; “La Gamazada, 1893. Discurso de Javier de Los Arcos”, en VV. AA., Los fueros y sus defensas, vol. I, Bilbao, Müller y Zavaleta, 1897
- “Navarra en el Congreso de Diputados en 1893”, en Príncipe de Viana, t. I (1940), págs. 105-108;
- “Intervención en la discusión del Proyecto de Ley de Presupuestos para el año económico de 1893- 1894”, en Temas forales (Pamplona) (1966), págs. 263-483.